# Kanapaka
Kanapaka è una suddivisione dell'India, classificata come census town, di 6.684 abitanti, situata nel distretto di Vizianagaram, nello stato federato dell'Andhra Pradesh. In base al numero di abitanti la città rientra nella classe V (da 5.000 a 9.999 persone).

## Società

### Evoluzione demografica
Al censimento del 2001 la popolazione di Kanapaka assommava a 6.684 persone, delle quali 3.417 maschi e 3.267 femmine. I bambini di età inferiore o uguale ai sei anni assommavano a 624, dei quali 286 maschi e 338 femmine. Infine, coloro che erano in grado di saper almeno leggere e scrivere erano 4.705, dei quali 2.751 maschi e 1.954 femmine.